# Alphaendornavirus
Genre
Espèces de rang inférieur
- espèce-type : Oryza sativa alphaendornavirus

Alphaendornavirus est un genre de virus appartenant à la famille des Endornaviridae, qui contient 24 espèces acceptées par l'ICTV. Ce sont des virus à ARN à double brin (ARNbc), rattachés au groupe III de la classification Baltimore.
Ces virus infectent les plantes (phytovirus), les champignons et les oomycètes (mycovirus). A quelques exceptions près, ils n'affectent pas le phénotype de l'hôte. On les a signalés comme infectant des plantes cultivées économiquement importantes, telles que l'avocatier, l'orge, le poivron, le haricot commun, la fève, le melon et le riz, mais leur effet global sur les plantes n'est pas connu.
Les Alphaendornavirus infectant les plantes n'ont pas de vecteurs connus et ne semblent pas se transmettre de plante à plante voisine, mais ils se transmettent par infestation des graines, à la fois par les ovules et par le pollen. Ils ne se transmettent pas par inoculation mécanique. Chez les plantes, ces virus ne peuvent pas se propager de cellule en cellule du fait de l'absence de protéine de mouvement. 
Les infections dues à des Alphaendornavirus sont généralement  asymptomatiques, toutefois on a associé le VfEV-447 (Vicia faba endornavirus) à une stérilité cytoplasmique mâle chez Vicia faba et le HmEV1-670 (Helicobasidium mompa endornavirus) à une diminution de la virulence du champignon de la pourriture violette des racines, Helicobasidium mompa.

## Structure
Ce virus n'a pas de virions, ni de vraie capside. Le génome d'ARNbc est encapsulé avec l'enzyme de réplicase virale.
Le génome, monopartite (non segmenté), est un ARN linéaire à double brin, dont la taille varie de 14 à 17,6 kbases.

## Liste des espèces
Selon NCBI (19 janvier 2021) :
- Agaricus bisporus alphaendornavirus 1 (ABEV)
- Basella alba alphaendornavirus 1 (BAEV)
- Bell pepper alphaendornavirus (BpEV)
- Cucumis melo alphaendornavirus (CmEV)
- Erysiphe cichoracearum alphaendornavirus (EcEV)
- Grapevine endophyte alphaendornavirus (GEEV)
- Helianthus annuus alphaendornavirus (HAEV)
- Helicobasidium mompa alphaendornavirus 1 (HMEV-1)
- Hordeum vulgare alphaendornavirus (HvEV)
- Hot pepper alphaendornavirus (HPEV)
- Lagenaria siceraria alphaendornavirus (LsEV)
- Oryza rufipogon alphaendornavirus (OrEV)
- Oryza sativa alphaendornavirus (OsEV)
- Persea americana alphaendornavirus 1 (PAEV)
- Phaseolus vulgaris alphaendornavirus 1 (PvEV-1)
- Phaseolus vulgaris alphaendornavirus 2 (PvEV-2)
- Phaseolus vulgaris alphaendornavirus 3 (PvEV-3)
- Phaseolus vulgaris endornavirus (PvEV)
- Phytophthora alphaendornavirus 1 (PhEV1)
- Rhizoctonia cerealis alphaendornavirus 1 (RcEV-1)
- Rhizoctonia solani alphaendornavirus 2 (RsEV-2)
- Vicia faba alphaendornavirus (VfEV)
- Winged bean alphaendornavirus 1 (WBEV-1)
- Yerba mate alphaendornavirus (YmEV)